# Donau Symphonie
Die Donau Symphonie (auch Danube Symphony) ist eine 2020 entstandene, 2021 aufgenommene und 2022 uraufgeführte symphonische Dichtung des US-amerikanischen Komponisten Frank Wildhorn.

## Entstehung
Die Idee zur Symphonie entstand 2019 bei einem gemeinsamen Spaziergang des Komponisten Frank Wildhorn und des Unternehmers und Musikproduzenten Walter Feucht in Ulm an der Donau. Feucht beauftragte daraufhin Wildhorn die Symphonie zu erstellen. Wildhorn komponierte die Sätze dann 2020 zum größten Teil auf Hawaii.  Im April 2021 wurde die Symphonie von den Wiener Symphonikern aufgenommen. Die Uraufführung fand am 3. November 2022 im Wiener Musikverein durch die Wiener Symphoniker unter der Leitung von Koen Schoots statt. Die Symphonie besteht aus neun Sätzen und hat eine Dauer von ca. einer Stunde.

## Sätze
1. Die Stimme der Donau[3]
2. Ein neuer Frühling zieht herauf
3. Ein Jahrtausend im Leben der Donau
4. Rhapsodie eines Liebenden
5. Erinnerungen an einen Wiener Sommer
6. Herbstromanze
7. Prozession der Helden
8. Lied für meinen Vater
9. Farben des Winters – Finale

## Diskografie
- 2021: Wiener Symphoniker unter der Leitung von Koen Schoots, Hit Squad / MG Sound, ISBN/GTIN 9120006684422

## Rezeption
Kristina Priebe meinte beim SWR, dass das Publikum die Premiere im Großen Saal des Musikvereins mit stehenden Ovationen gewürdigt habe. Chloe Rabinowitz von BroadwayWorld meinte, dass die Symphonie einen zart blühenden Frühling, einen tanzenden Wiener Sommer, aber auch heroische Prozessionen und eine vom Wechsel der Jahreszeiten geprägte Geschichte der Donau beschreibe und eine romantische Liebeserklärung an den Fluss und seine Geschichte sei. Anton Sorokow, Konzertmeister der Wiener Symphoniker merkt lobend an, dass Frank Wildhorn eine schöne, emotionale Musik mit viel Herz geschaffen habe.